# 赵藩

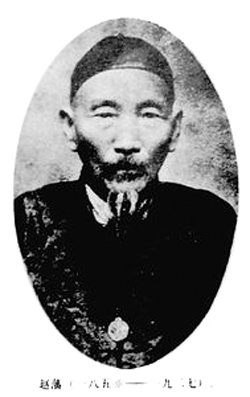

赵藩（1851年2月7日—1927年9月26日），字樾村，一字介庵，别号蝯仙，晚号石磾老人。白族，云南省剑川县向湖村北寨人，中国近代学者、诗人和书法家。1875年（清朝光绪元年）中举人，曾任四川臬台，官至川南道按察使。1927年9月26日病故于昆明寓所，终年76岁。

## 生平
赵藩自幼在其父赵联元开办的私塾念书。1875年（清朝光绪元年），赵藩中举人。后来历任四川酉阳直隶州知州、四川盐茶道、永宁道道员、四川按察使等职务。任四川按察使期间，曾营救参加叙府起义的四川中国同盟会会员谢奉琦，但未果。
辛亥革命前，赵藩弃官回到家乡。1911年10月，赵藩配合宣布云南独立的蔡锷、李根源和中国同盟会会员张文光强力压制了总兵张嘉玉等清朝官吏，成立“滇西军都督府”。赵藩被滇西军都督府任命为迤西巡按使兼摄腾越关道。11月4日，大理宣布独立，成立迤西自治总机关部，推举赵藩为总理；12月17日，迤西自治总机关部解散。
1913年，赵藩当选为中华民国第一届国会众议员，到北京负责掌握临时议席。后来，他回到云南，力赞并参加其门生蔡锷等发动的反袁护国战争的筹划。1918年10月，任广州护法军政府的交通部长，1920年辞职回滇，任云南省图书馆馆长，此后未再出任公职。晚年致力于文化事业，编纂《云南丛书》等书籍。
1927年，赵藩逝世，享年76岁。

## 著作
赵藩一生著述颇多，尤以诗词为最，诗文有《向湖村舍诗初集》、《向湖村舍诗二集》、《向湖村舍杂著》等，楹联著述有《介庵楹句集钞》、《介庵楹句续编》、《介庵楹句正续合钞》等，成都武侯祠著名的对联“能攻心，则反侧自消，从古知兵非好战；不审势，即宽严皆误，后来治蜀要深思”就是出自時任四川鹽茶使的赵藩之手，意在對總督岑春煊忌刻嚴厲的治蜀態度作規諫。赵藩在书法上也造诣颇深，宗颜真卿、钱南园，深得南园刚劲灵动之气，结体用笔又有自己的风格，为清代滇中四书家之一，如今悬挂在昆明大观楼由孙髯翁所撰的“古今第一长联”，就是赵藩38岁时应云贵总督岑毓英之请所书的。
现剑川县“赵藩小学”（以前称为“向前小学”）就是赵藩家的祠堂，水寨人称为“家祠gang”。